# World Surf League de 2018
A World Surf League de 2018 ou Circuito Mundial de Surfe de 2018 foi uma competição mundial de surfe organizada pela World Surf League. Homens e mulheres competiram em eventos separados, que ocorreram em vários lugares do mundo entre março e dezembro.
Nesta temporada, a etapa de Bali, na Indonésia, recebeu o nome de Corona Bali Protected, na intenção de chamar atenção para a proteção dos mares.

## Resultados do WCT

### Classificação masculina
| Posição | 1º     | 2º    | 3º    | 5º    | 9º    | 13º   | 25º | INJ | DNC |
| ------- | ------ | ----- | ----- | ----- | ----- | ----- | --- | --- | --- |
| Pontos  | 10.000 | 7.800 | 6.085 | 4.745 | 3.700 | 1.665 | 420 | 420 | 0   |

| Posição | Surfista                  | WCT 1 (Detalhes) | WCT 2 (Detalhes) | WCT 3 (Detalhes) | WCT 4 (Detalhes) | WCT 5 (Detalhes) | WCT 6 (Detalhes) | WCT 7 (Detalhes) | WCT 8 (Detalhes) | WCT 9 (Detalhes) | WCT 10 (Detalhes) | WCT 11 (Detalhes) | Pontos |
| ------- | ------------------------- | ---------------- | ---------------- | ---------------- | ---------------- | ---------------- | ---------------- | ---------------- | ---------------- | ---------------- | ----------------- | ----------------- | ------ |
| 1º      | Gabriel Medina (BRA)      | 13º              | 3º               | 5º               | 9º               | 5º               | 5º               | 1º               | 1º               | 3º               | 3º                | 1º                | 62.490 |
| 2º      | Julian Wilson (AUS)       | 1º               | 13º              | 3º               | 13º              | 2º               | 5º               | 25º              | 5º               | 1º               | 5º                | 2º                | 57.585 |
| 3º      | Filipe Toledo (BRA)       | 5º               | 13º              | 1º               | 5º               | 5º               | 1º               | 3º               | 2º               | 13º              | 13º               | 13º               | 51.450 |
| 4º      | Ítalo Ferreira (BRA)      | 13º              | 1º               | 13º              | 1º               | 13º              | 25º              | 5º               | 13º              | 13º              | 1º                | 13º               | 43.070 |
| 5º      | Jordy Smith (ZAF)         | 13º              | 13º              | 13º              | 3º               | 5º               | 3º               | 13º              | 9º               | 5º               | 13º               | 3º                | 36.440 |
| 6º      | Owen Wright (AUS)         | 5º               | 5º               | 25º              | 13º              | 9º               | 13º              | 2º               | 5º               | 25º              | 3º                | 25º               | 35.570 |
| 7º      | Conner Coffin (USA)       | 13º              | 9º               | 25º              | 13º              | 5º               | 5º               | 25º              | 9º               | 3º               | 13º               | 5º                | 32.715 |
| 8º      | Michel Bourez (PYF)       | 5º               | 5º               | 25º              | 2º               | 13º              | 13º              | 13º              | 13º              | 25º              | 5º                | 9º                | 32.395 |
| 9º      | Wade Carmichael (AUS)     | 13º              | 9º               | 2º               | 25º              | 25º              | 2º               | 5º               | 25º              | 25º              | 9º                | 13º               | 31.915 |
| 10º     | Kanoa Igarashi (JPN)      | 9º               | 25º              | 9º               | 25º              | 25º              | 3º               | 9º               | 3º               | 25º              | 5º                | 13º               | 30.520 |
| 11º     | Kolohe Andino (USA)       | 13º              | 13º              | 5º               | 25º              | 3º               | 13º              | 5º               | 9º               | 13º              | 13º               | 25º               | 27.600 |
| 12º     | Mikey Wright (AUS)        | 9º               | -                | 13º              | 3º               | 3º               | 13º              | 13º              | 13º              | 5º               | -                 | -                 | 27.275 |
| 13º     | Willian Cardoso (BRA)     | 13º              | 13º              | 13º              | 5º               | 1º               | 13º              | 25º              | 25º              | 9º               | 13º               | 25º               | 27.190 |
| 14º     | Sebastian Zietz (HAW)     | 25º              | 13º              | 9º               | 25º              | 13º              | 5º               | 25º              | 5º               | 5º               | 25º               | 5º                | 26.850 |
| 15º     | Michael Rodrigues (BRA)   | 5º               | 25º              | 5º               | 13º              | 9º               | 13º              | 13º              | 13º              | 9º               | 13º               | 13º               | 25.215 |
| 16º     | Jérémy Florès (FRA)       | 13º              | 9º               | 13º              | 5º               | INJ              | 13º              | 3º               | 13º              | 25º              | 13º               | 13º               | 24.520 |
| 17º     | Adrian Buchan (AUS)       | 2º               | 13º              | 13º              | 9º               | 25º              | 13º              | 13º              | 25º              | 13º              | 9º                | 25º               | 23.945 |
| 18º     | Griffin Colapinto (USA)   | 3º               | 13º              | 13º              | 5º               | 25º              | 9º               | 25º              | 13º              | 13º              | 25º               | 13º               | 23.275 |
| 19º     | Adriano de Souza (BRA)    | 9º               | 13º              | 25º              | 9º               | 13º              | 9º               | 13º              | 13º              | 5º               | 25º               | INJ               | 22.925 |
| 20º     | Ezekiel Lau (HAW)         | 25º              | 5º               | 3º               | 13º              | 25º              | 25º              | 9º               | 25º              | 13º              | 9º                | 25º               | 22.820 |
| 21º     | Yago Dora (BRA)           | 25º              | 25º              | 5º               | 25º              | 13º              | 13º              | 9º               | 9º               | 13º              | 25º               | 5º                | 22.725 |
| 22º     | Joan Duru (FRA)           | 25º              | 25º              | 25º              | 25º              | 9º               | 25º              | 25º              | 13º              | 13º              | 2º                | 5º                | 21.255 |
| 23º     | Frederico Morais (PRT)    | 13º              | 5º               | 13º              | 13º              | 25º              | 9º               | 13º              | 25º              | 25º              | 9º                | 25º               | 19.645 |
| 24º     | Joel Parkinson (AUS)      | 13º              | 13º              | DNC              | 13º              | 13º              | 9º               | 13º              | 25º              | 13º              | INJ               | 9º                | 17.810 |
| 25º     | Matt Wilkinson (AUS)      | 25º              | 9º               | 25º              | 13º              | 25º              | 25º              | 25º              | 25º              | 9º               | 5º                | 13º               | 17.155 |
| 26º     | Connor O'Leary (AUS)      | 13º              | 25º              | 25º              | 25º              | 9º               | 13º              | 9º               | 13º              | 13º              | 25º               | 13º               | 16.565 |
| 27º     | Tomas Hermes (BRA)        | 3º               | 25º              | 13º              | 13º              | 25º              | 13º              | 25º              | 13º              | 25º              | 13º               | 25º               | 15.670 |
| 28º     | Jesse Mendes (BRA)        | 25º              | 13º              | 25º              | 9º               | 13º              | 25º              | 13º              | 25º              | 25º              | 13º               | 9º                | 15.320 |
| 29º     | Patrick Gudauskas (USA)   | 25º              | 3º               | 25º              | 25º              | 25º              | 25º              | 25º              | 13º              | 9º               | 13º               | 25º               | 15.215 |
| 30º     | Kelly Slater (USA)        | INJ              | INJ              | INJ              | INJ              | INJ              | 25º              | INJ              | 3º               | INJ              | INJ               | 3º                | 15.110 |
| 31º     | Ryan Callinan (AUS)       | -                | -                | -                | -                | -                | -                | -                | -                | 2º               | 13º               | 9º                | 13.165 |
| 32º     | Michael February (ZAF)    | 13º              | 25º              | 25º              | 13º              | 13º              | 25º              | 5º               | 25º              | 25º              | 25º               | 13º               | 13.085 |
| 33º     | Ian Gouveia (BRA)         | 25º              | 25º              | 9º               | 25º              | 25º              | 25º              | 13º              | 13º              | 13º              | 13º               | 25º               | 12.040 |
| 34º     | Mick Fanning (AUS)        | 9º               | 2º               | DNC              | DNC              | DNC              | DNC              | DNC              | DNC              | DNC              | DNC               | DNC               | 11.500 |
| 35º     | John John Florence (HAW)  | 25º              | 13º              | 9º               | 13º              | 13º              | INJ              | INJ              | INJ              | INJ              | INJ               | INJ               | 10.795 |
| 36º     | Miguel Pupo (BRA)         | -                | -                | 13º              | 25º              | 25º              | 25º              | 25º              | 5º               | 25º              | 25º               | 13º               | 10.595 |
| 37º     | Keanu Asing (HAW)         | 25º              | 25º              | 13º              | 13º              | 13º              | 25º              | 25º              | 25º              | 25º              | 25º               | 25º               | 7.515  |
| 38º     | Wiggolly Dantas (BRA)     | -                | -                | 25º              | -                | -                | 13º              | 13º              | 25º              | 13º              | 25º               | -                 | 6.255  |
| 39º     | Caio Ibelli (BRA)         | 25º              | 25º              | INJ              | INJ              | INJ              | INJ              | INJ              | INJ              | INJ              | INJ               | 25º               | 3.780  |
| 40º     | Jack Robinson (AUS)       | -                | -                | -                | -                | 13º              | -                | -                | -                | -                | -                 | -                 | 1.665  |
| 40º     | Kael Walsh (AUS)          | -                | -                | -                | -                | 13º              | -                | -                | -                | -                | -                 | -                 | 1.665  |
| 40º     | Alejo Muniz (BRA)         | -                | -                | 13º              | -                | -                | -                | -                | -                | -                | -                 | -                 | 1.665  |
| 40º     | Tikanui Smith (PYF)       | -                | -                | -                | -                | -                | -                | 13º              | -                | -                | -                 | -                 | 1.665  |
| 40º     | Seth Moniz (HAW)          | -                | -                | -                | -                | -                | -                | -                | -                | -                | -                 | 13º               | 1.665  |
| 45º     | Leonardo Fioravanti (ITA) | 25º              | -                | -                | -                | -                | -                | -                | -                | -                | -                 | -                 | 420    |
| 45º     | Carl Wright (AUS)         | -                | 25º              | -                | -                | -                | -                | -                | -                | -                | -                 | -                 | 420    |
| 45º     | Mikey McDonagh (AUS)      | -                | 25º              | -                | -                | -                | -                | -                | -                | -                | -                 | -                 | 420    |
| 45º     | David Delroy-Carr (AUS)   | -                | -                | -                | -                | 25º              | -                | -                | -                | -                | -                 | -                 | 420    |
| 45º     | Deivid Silva (BRA)        | -                | -                | 25º              | -                | -                | -                | -                | -                | -                | -                 | -                 | 420    |
| 45º     | Barron Mamiya (HAW)       | -                | -                | -                | 25º              | -                | -                | -                | -                | -                | -                 | -                 | 420    |
| 45º     | Oney Anwar (INA)          | -                | -                | -                | 25º              | -                | -                | -                | -                | -                | -                 | -                 | 420    |
| 45º     | Matthew McGillivray (ZAF) | -                | -                | -                | -                | -                | 25º              | -                | -                | -                | -                 | -                 | 420    |
| 45º     | Mateia Hiquily (PYF)      | -                | -                | -                | -                | -                | -                | 25º              | -                | -                | -                 | -                 | 420    |
| 45º     | Hiroto Ohhara (JPN)       | -                | -                | -                | -                | -                | -                | -                | 25º              | -                | -                 | -                 | 420    |
| 45º     | Jorgann Couzinet (FRA)    | -                | -                | -                | -                | -                | -                | -                | -                | 25º              | -                 | -                 | 420    |
| 45º     | Samuel Pupo (BRA)         | -                | -                | -                | -                | -                | -                | -                | -                | -                | 25º               | -                 | 420    |
| 45º     | Vasco Ribeiro (PRT)       | -                | -                | -                | -                | -                | -                | -                | -                | -                | 25º               | -                 | 420    |
| 45º     | Miguel Blanco (PRT)       | -                | -                | -                | -                | -                | -                | -                | -                | -                | 25º               | -                 | 420    |
| 45º     | Benji Brand (HAW)         | -                | -                | -                | -                | -                | -                | -                | -                | -                | -                 | 25º               | 420    |

- Das 11 etapas, descartam-se as 2 piores colocações e soma-se o restante dos pontos para chegar à pontuação total.
- Resultados discartados.

Legenda
| Campeão                             |
| Série Qualificatória Masculina 2019 |
| Dois piores resultados              |

Fonte: Liga Mundial de Surfe

### Classificação feminina
Pontos são concedidos de acordo com a seguinte estrutura:
| Posição | 1º     | 2º    | 3º    | 5º    | 9º    | 13º   | INJ   | DNC |
| ------- | ------ | ----- | ----- | ----- | ----- | ----- | ----- | --- |
| Pontos  | 10.000 | 7.800 | 6.085 | 4.745 | 3.085 | 1.390 | 1.390 | 0   |

| Posição | Surfista                  | WCT 1 (Details) | WCT 2 (Details) | WCT 3 (Details) | WCT 4 (Details) | WCT 5 (Details) | WCT 6 (Details) | WCT 7 (Details) | WCT 8 (Details) | WCT 9 (Details) | WCT 10 (Details) | Pontos |
| ------- | ------------------------- | --------------- | --------------- | --------------- | --------------- | --------------- | --------------- | --------------- | --------------- | --------------- | ---------------- | ------ |
| 1º      | Stephanie Gilmore (AUS)   | 5º              | 1º              | 3º              | 1º              | 5º              | 1º              | 2º              | 2º              | 9º              | 3º               | 61.175 |
| 2º      | Lakey Peterson (USA)      | 1º              | 9º              | 5º              | 2º              | 1º              | 2º              | 5º              | 5º              | 9º              | 13º              | 54.260 |
| 3º      | Carissa Moore (HAW)       | 5º              | 5º              | 5º              | 5º              | 9º              | 9º              | 3º              | 1º              | 3º              | 1º               | 44.235 |
| 4º      | Tatiana Weston-Webb (BRA) | 13º             | 2º              | 2º              | 3º              | 3º              | 3º              | 9º              | 9º              | 5º              | 5º               | 44.770 |
| 5º      | Johanne Defay (FRA)       | 9º              | 5º              | 1º              | 9º              | 13º             | 5º              | 5º              | 5º              | 5º              | 5º               | 39.895 |
| 6º      | Sally Fitzgibbons (AUS)   | 3º              | 13º             | 9º              | 5º              | 3º              | 13º             | 5º              | 5º              | 9º              | 5º               | 33.965 |
| 7º      | Caroline Marks (USA)      | 5º              | 3º              | 9º              | 9º              | 5º              | 9º              | 3º              | 3º              | 13º             | 13º              | 37.000 |
| 8º      | Courtney Conlogue (USA)   | INJ             | INJ             | INJ             | INJ             | 13º             | 13º             | 1º              | 5º              | 1º              | 3º               | 31.695 |
| 9º      | Malia Manuel (HAW)        | 3º              | 13º             | 13º             | 5º              | 9º              | 9º              | 9º              | 13º             | 5º              | 2º               | 27.610 |
| 10º     | Nikki Van Dijk (AUS)      | 13º             | 5º              | 5º              | 3º              | 13º             | 9º              | 5º              | 9º              | 13º             | 9º               | 29.270 |
| 11º     | Coco Ho (HAW)             | 9º              | 9º              | 9º              | 13º             | 9º              | 5º              | 9º              | 5º              | 5º              | 13º              | 29.660 |
| 12º     | Tyler Wright (AUS)        | 5º              | 9º              | 3º              | 9º              | 2º              | INJ             | INJ             | INJ             | INJ             | INJ              | 28.970 |
| 13º     | Silvana Lima (BRA)        | 9º              | 3º              | 13º             | 5º              | 5º              | 13º             | INJ             | 9º              | INJ             | INJ              | 25.915 |
| 14º     | Bronte Macaulay (AUS)     | 13º             | 13º             | 5º              | 13º             | 13º             | 5º              | 13º             | 13º             | 3º              | 9º               | 22.525 |
| 15º     | Sage Erickson (USA)       | 13º             | 5º              | 13º             | 9º              | 9º              | 5º              | 13º             | 9º              | 13º             | 9º               | 22.915 |
| 16º     | Keely Andrew (AUS)        | 2º              | 13º             | 13º             | 5º              | 9º              | 13º             | 13º             | 13º             | 13º             | INJ              | 22.580 |
| 17º     | Macy Callaghan (AUS)      | 9º              | 13º             | 13º             | -               | -               | 13º             | 13º             | 13º             | 2º              | -                | 17.835 |
| 18º     | Paige Hareb (NZL)         | 13º             | 13º             | 13º             | 13º             | 13º             | INJ             | 13º             | 13º             | 13º             | 5º               | 11.120 |
| 19º     | Bianca Buitendag (ZAF)    | 13º             | -               | -               | -               | -               | 3º              | -               | -               | -               | -                | 7.475  |
| 20º     | Pauline Ado (FRA)         | -               | -               | -               | 13º             | -               | -               | 9º              | -               | 13º             | -                | 5.865  |
| 21º     | Kobie Enright (AUS)       | -               | 9º              | -               | -               | -               | -               | -               | -               | -               |                  | 3.085  |
| 22º     | Vahine Fierro (PYF)       | -               | -               | -               | -               | -               | -               | -               | -               | 9º              | -                | 3.085  |
| 25º     | Bethany Hamilton (HAW)    | -               | -               | -               | -               | -               | -               | -               | 13º             | -               | 13º              | 1.390  |
| 26º     | Mikaela Greene (AUS)      | -               | -               | 13º             | -               | -               | -               | -               | -               | -               | -                | 1.390  |
| 26º     | Tais Almeida (BRA)        | -               | -               | -               | 13º             | -               | -               | -               | -               | -               | -                | 1.390  |
| 26º     | Carol Henrique (PRT)      | -               | -               | -               | -               | 13º             | -               | -               | -               | -               | -                | 1.390  |
| 26º     | Nicole Pallet (ZAF)       | -               | -               | -               | -               | -               | 13º             | -               | -               | -               | -                | 1.390  |
| 26º     | Kirra Pinkerton (USA)     | -               | -               | -               | -               | -               | -               | 13º             | -               | -               | -                | 1.390  |
| 26º     | Zoe McDougall (HAW)       | -               | -               | -               | -               | -               | -               | -               | -               | -               | 13º              | 1.390  |

- Das 11 etapas, descartam-se as 2 piores colocações e soma-se o restante dos pontos para chegar à pontuação total.
- Resultados discartados.

Legenda
| Campeã                             |
| Série Qualificatória Feminina 2019 |
| Dois piores resultados             |

Fonte: Liga Mundial de Surfe